# Werner-Forßmann-Krankenhaus

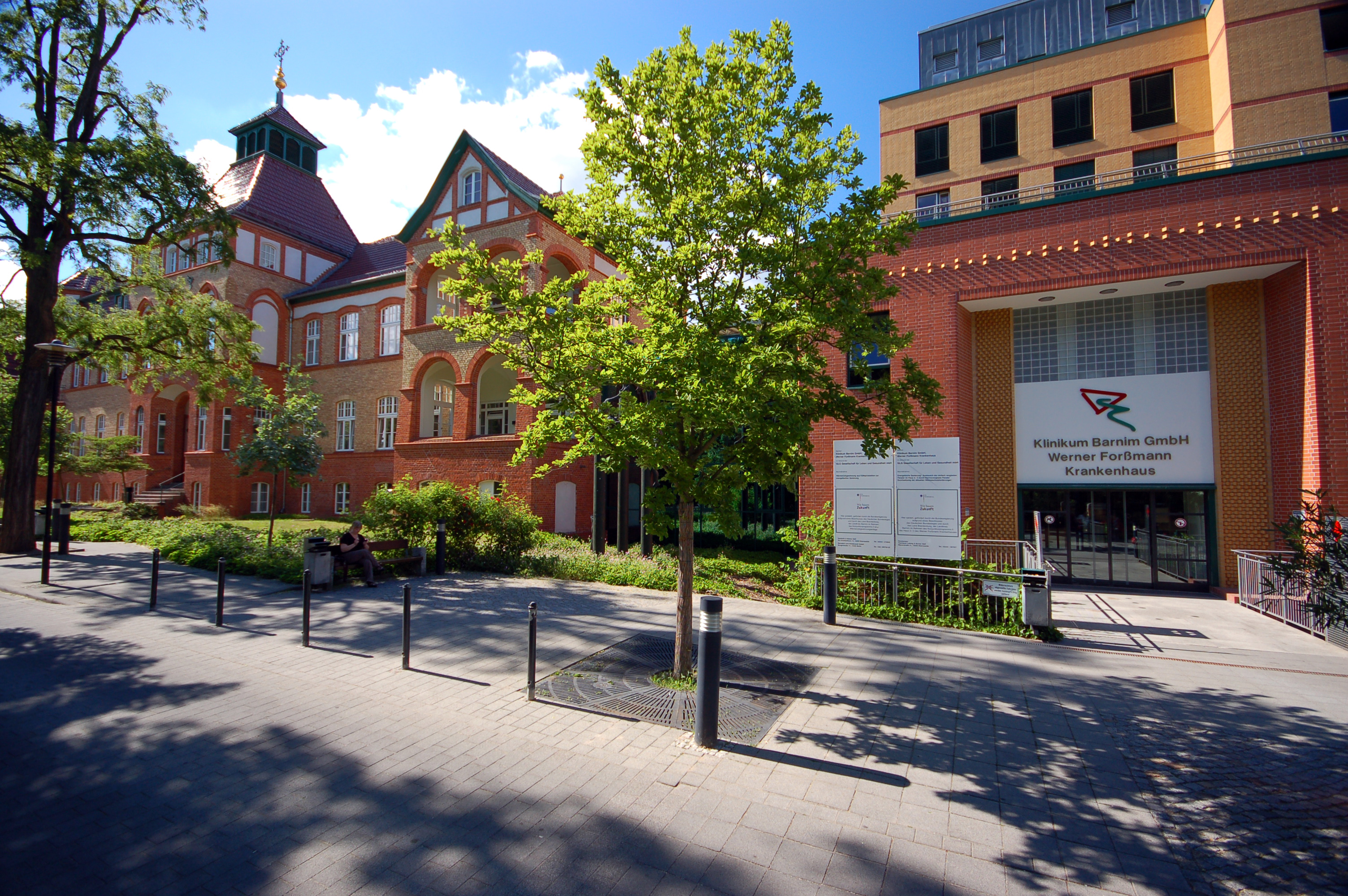
Haupteingang und Altbau

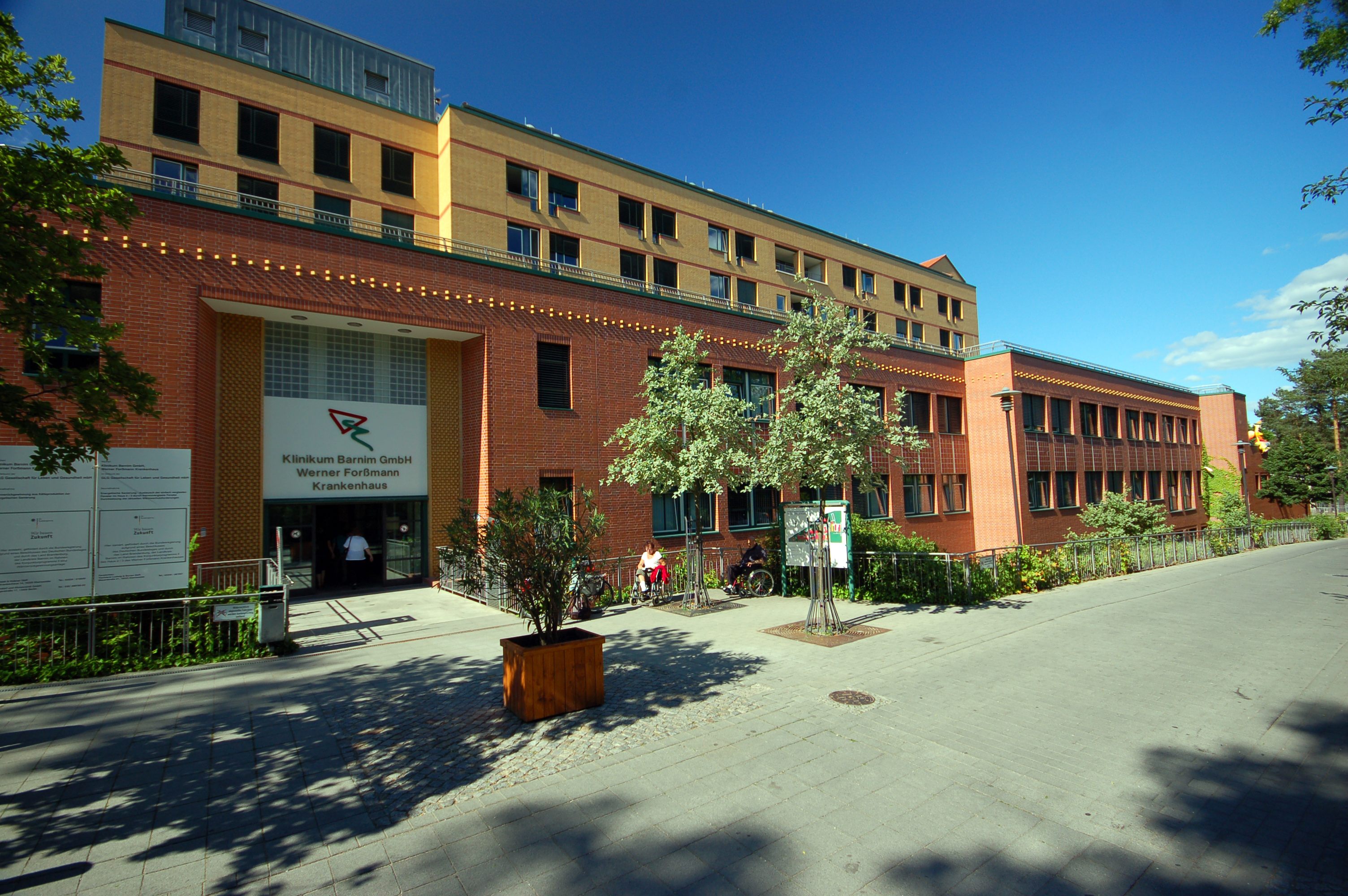
Neubau

Auguste-Victoria-Heim vor der Befestigung der heutigen Rudolf-Breitscheid-Straße im Jahr 1906

Säuglingsstation vor 1918

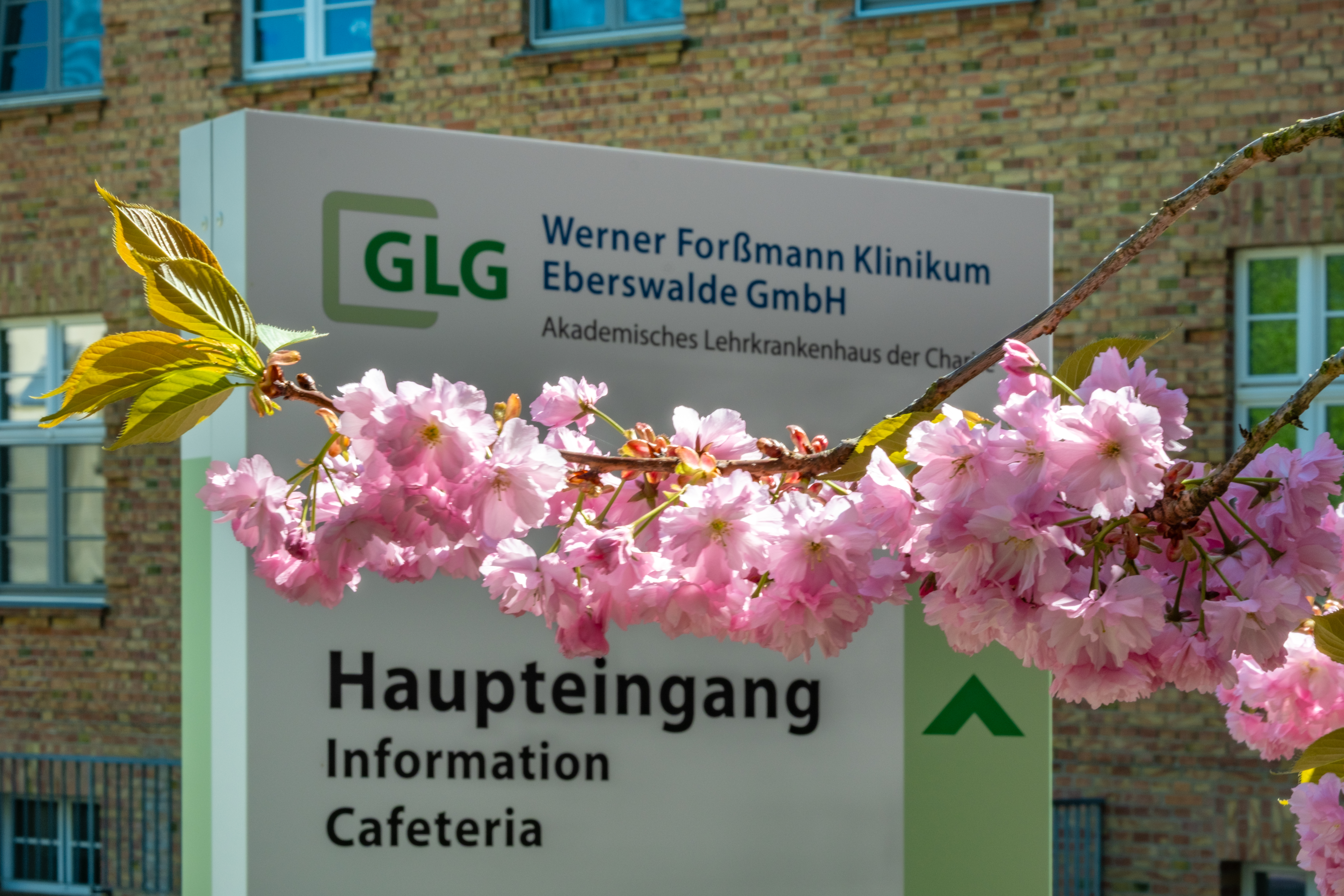
Eingang auf der Rückseite des Altbaus

Das GLG Werner-Forßmann-Krankenhaus (Eigenschreibweise Werner Forßmann Klinikum) ist ein Schwerpunktkrankenhaus mit 19 Hauptfachabteilungen in Eberswalde. Es ist benannt nach Werner Forßmann (1904–1979), der 1929 als Assistenzarzt in der chirurgischen Abteilung des Hauses tätig war und 1956 den Nobelpreis für Physiologie oder Medizin erhielt.

## Geschichte
Das Krankenhaus wurde 1895 als Auguste-Viktoria-Heim vom Vaterländischen Frauenverein der Provinz Brandenburg gegründet. 1927 wurde das Krankenhaus um eine Entbindungsanstalt, ein Kinder- und Säuglingskrankenhaus sowie Abteilungen für Innere Medizin erweitert. Im Jahr 1938 wurde das Mutterhaus aufgelöst und die Klinik hieß nun Kurmark Krankenhaus. Nach dem Ende des Zweiten Weltkriegs, 1946 erfolgte die Wiedereröffnung. 1952 wurden dem Kreiskrankenhaus im Rahmen der Verwaltungsreform Polikliniken und 1958 eine Außenstelle im ehemaligen Schloss Lanke hinzugefügt. Auch Sanitätsstellen, Stationen der Gemeindeschwester, Gesundheitsstuben, Hilfs- und Beratungsstellen sowie Arzt- und Zahnarztpraxen kamen in den folgenden Jahren dazu.
Infolge der Wiedervereinigung 1989/1990 wurden die Poliklinikbereiche teilweise wieder aufgelöst. 1990 wurde das Krankenhaus Eberswalde in eine GmbH umgewandelt und erhielt seinen heutigen Namen. 1991 wurden weitere Kliniken angegliedert: Eine Neurochirurgie, eine Urologie, eine Augen- und eine HNO-Klinik. 1997 nahm die neu gebaute Klinik für Strahlentherapie die Arbeit auf. 2006 gründen die Kreise Barnim und Uckermark gemeinsam mit der Stadt Eberswalde die GLG Gesellschaft für Leben und Gesundheit GmbH, die seither neben dem Werner Forßmann Krankenhaus drei weitere Krankenhäuser in Eberswalde, Angermünde und Prenzlau, Wolletz und andere Gesundheitseinrichtungen betreibt. Der Zusammenschluss ermöglichte 2007 die Einrichtung einer Schlaganfallstation (Stroke Unit) des GLG Martin Gropius Krankenhauses in den Räumen des GLG Werner-Forßmann-Krankenhauses. 2010 wurde das Darmkrebszentrum Nordostbrandenburg etabliert. 2014 wurde das Klinikum als Schwerpunktkrankenhaus als Bestätigung der medizinisch qualitativ hochwertigen Arbeit klassifiziert und die Klinik für Kinder und Jugendmedizin als Behandlungszentrum für Diabetes mellitus zertifiziert. 2015 wurde das Tumortherapiezentrum in Kooperation mit der Berliner Charité und ein Notfallzentrum eingerichtet sowie die Klinik für Orthopädie, Unfall- und Handchirurgie als Endoprothetikzentrum zertifiziert. 2016 wurde der Rekord von 719 Neugeborenen im Klinikum verzeichnet. 2018 wurde das Krankenhaus als einer von „Deutschlands besten Ausbildungsbetrieben“ ausgezeichnet.
Notärzte des Krankenhauses sind an der Besetzung des Rettungshubschraubers Christoph 64, stationiert in Angermünde, beteiligt.
Das Krankenhaus verfügt über 450 Betten und 24 Tagesklinikplätze.
Das Krankenhaus ist akademisches Lehrkrankenhaus der Charité – Universitätsmedizin Berlin.

## Kliniken
- Medizinische Klinik I (Gastroenterologie, Hämatologie, Onkologie)
- Medizinische Klinik II (Nephrologie, Rheumatologie, Diabetologie, Dialyse)
- Medizinische Klinik III (Kardiologie, Angiologie, Pneumologie, Internistische Intensivmedizin)
- Klinik für Kinder- und Jugendmedizin
- Klinik für Allgemein-, Viszeral und Gefäßchirurgie
- Klinik für Unfall-, Hand- und Wiederherstellungschirurgie
- Klinik für Neurochirurgie
- Klinik für Urologie
- Klinik für Frauenheilkunde und Geburtshilfe
- Klinik für Hals-, Nasen- und Ohrenheilkunde / Kopf- und Halschirurgie
- Klinik für Augenheilkunde
- Klinik für Strahlentherapie
- Klinik für Mund-, Kiefer- und Gesichtschirurgie / Ästhetische und Plastische Operationen
- Klinik für Anästhesiologie, Intensivmedizin und Schmerztherapie
- Klinik für Radiologie und Neuroradiologie
- Klinik für Orthopädie, Unfall- und Handchirurgie
- Zentrum für Vasculäre Malformation Eberswalde (ZVM) / Abteilung Kinderchirurgie
- Notfallzentrum
- Interdisziplinäre Abteilungen (Ergotherapie in der Geriatrie, Logopädie, Physiotherapie, Psychologie)
- Klinik für Geriatrie
- Palliativer Konsil Dienst (PKD)

## Bedeutende Persönlichkeiten
August Hildebrandt (1868–1954), der während seiner Assistenzarztzeit in Kiel 1898 gemeinsam mit August Bier (1861–1949) die Spinalanästhesie begründete, war ab 1913 einer der Chefärzte des Hauses. Werner Forßmann (1904–1979) erfand 1929 als Assistenzarzt der chirurgischen Abteilung des Hauses den Herzkatheter und erhielt dafür 1956 den Nobelpreis für Physiologie oder Medizin.

## Sonstiges
Das GLG Werner Forßmann Klinikum Eberswalde ist mehrmaliger Deutscher Meister im Krankenhausfußball. 2013 gewann das Klinik-Team die Europameisterschaft.